# Church (Iowa)
Pour les articles homonymes, voir Church.
Church est une communauté non constituée en municipalité, du comté d'Allamakee en Iowa, aux États-Unis.
Les bureaux de la poste sont inaugurés à Church en 1897 et sont fermés en 1947.

## Source de la traduction
- (en) Cet article est partiellement ou en totalité issu de l’article de Wikipédia en anglais intitulé « Church, Iowa » (voir la liste des auteurs).